# Ладд, Дайан
Дайан Роуз Ладд (англ. Diane Rose Ladd; род. 29 ноября 1935) — американская актриса и режиссёр.

## Биография
Роуз Дайан Ладнер родилась 29 ноября 1935 года в городе Меридиан (штат Миссисипи) в семье ветеринара Престона Пола Ладнера, торговавшего товарами для домашней птицы и скота, и домохозяйки Мэри Бернадетт (урождённой Андерсон). Среди её родственников значатся драматург Теннесси Уильямс и поэт Сидней Ланье.
В 1960 году Ладд вышла замуж за актёра Брюса Дерна, от которого в 1967 году родила двух дочерей — Дайан (умершую в младенческом возрасте) и Лору, которая также как и родители стала актрисой. После развода в 1969 году Дайан ещё дважды выходила замуж и в настоящее время её супругом является Роберт Чарльз Хантер, брак с которым был заключён в 1999 году.
Её актёрский дебют состоялся в 1959 году на телевидении. В начале своей карьеры она была известна многочисленными ролями на телевидении, в том числе в сериалах «Боб Хоуп представляет», «Дымок из ствола», «Беглец», «Шейн» и «Перри Мейсон». В 1981 году Ладд была вручена премия «Золотой глобус» за роль в телесериале «Элис».
В кино она впервые появилась в 1966 году в картине «Дикие ангелы», после чего последовали роли в фильмах «Возмутители спокойствия» (1970), «Китайский квартал» (1974) и «Алиса здесь больше не живёт» (1975), за роль в котором она была номинирована на «Оскар» как лучшая актриса второго плана и удостоена премии BAFTA. Другие примечательные роли Ладд были в фильмах «Зародыш» (1976), «Именно так зло и приходит» (1983), «Рождественские каникулы» (1989), «Поцелуй перед смертью» (1991), «Навсегда» (1992) и «Обними меня, взволнуй, поцелуй» (1993). Ладд ещё дважды выдвигалась на «Оскар» за лучшую женскую роль второго плана за роли в картинах «Дикие сердцем» (1990) и «Беспутная Роза» (1991), в которых она снималась вместе с дочерью Лорой Дерн.
Ладд также неоднократно появлялась и на театральной сцене, а в 1976 году была номинирована на театральную премию «Драма Деск» за роль в пьесе «Техасская трилогия».

## Награды и номинации
| Ассоциация               | Год  | Категория                                                                 | Работа                      | Результат |
| ------------------------ | ---- | ------------------------------------------------------------------------- | --------------------------- | --------- |
| «Оскар»                  | 1975 | Лучшая женская роль второго плана                                         | Алиса здесь больше не живёт | Номинация |
| «Оскар»                  | 1991 | Лучшая женская роль второго плана                                         | Дикие сердцем               | Номинация |
| «Оскар»                  | 1992 | Лучшая женская роль второго плана                                         | Беспутная Роза              | Номинация |
| «Драма Деск»             | 1977 | Лучшая женская роль в пьесе                                               | Техасская трилогия          | Номинация |
| «Золотой глобус»         | 1975 | Лучшая женская роль второго плана — кинофильм                             | Алиса здесь больше не живёт | Номинация |
| «Золотой глобус»         | 1981 | Лучшая женская роль второго плана — мини-сериал, телесериал или телефильм | Элис                        | Победа    |
| «Золотой глобус»         | 1991 | Лучшая женская роль второго плана — кинофильм                             | Дикие сердцем               | Номинация |
| «Золотой глобус»         | 1992 | Лучшая женская роль второго плана — кинофильм                             | Беспутная Роза              | Номинация |
| Прайм-тайм премия «Эмми» | 1993 | Лучшая приглашённая актриса в драматическом телесериале                   | Доктор Куин, женщина-врач   | Номинация |
| Прайм-тайм премия «Эмми» | 1994 | Лучшая приглашённая актриса в комедийном телесериале                      | Грейс в огне                | Номинация |
| Прайм-тайм премия «Эмми» | 1997 | Лучшая приглашённая актриса в драматическом телесериале                   | Прикосновение ангела        | Номинация |
| BAFTA                    | 1976 | Лучшая женская роль второго плана                                         | Алиса здесь больше не живёт | Победа    |
| «Независимый дух»        | 1992 | Лучшая женская роль второго плана                                         | Беспутная Роза              | Победа    |